# Балабаев, Георгий Матвеевич
Георгий Матвеевич Балабаев (24.01.1925, Россошь — 31.01.1994, Николаев) — директор завода им. 61 коммунара (Николаев), Герой Социалистического Труда.

## Биография
В 1943—1946 служил в РККА. Участник войны, был ранен, контужен.
В 1951 г. окончил Николаевский кораблестроительный институт.
Трудовая деятельность:
- 1951—1961 строитель, старший строитель-сдатчик, начальник планово-производственного отдела, заместитель директора по коммерческо-финансовой части Завода им. 61 коммунара (Николаев).
- 1961—1962 главный инженер Херсонского судостроительного завода.
- 1963—1976 главный инженер Черноморского судостроительного завода (до 1968 — Николаевский судостроительный завод имени И. И. Носенко).
- 1976—1986 директор Завода им. 61 коммунара.

с 1986 г. на пенсии.
Кандидат технических наук (1968), в 1976 г. присвоено ученое звание профессора по кафедре технологии судостроения. В 1976—1986 вёл курс технологии постройки судов, руководил дипломным проектированием и работал на факультете повышения квалификации в Николаевском кораблестроительном институте.
Автор учебных пособий:
- Прогрессивные направления в корпусообрабатывающем производстве [Текст] : Учеб. пособие / Г. М. Балабаев ; Николаев. кораблестроит. ин-т им. адм. С. О. Макарова. — Николаев : НКИ, 1976. — 65 с., 17 л. ил.
- Интенсификация поточно-позиционной постройки судов [Текст] / Г. М. Балабаев. — Ленинград : Судостроение, 1979. — 240 с.

Герой Социалистического Труда (19.11.1985) . Награждён орденами Ленина (19.11.1985), Октябрьской Революции (19.09.1977), Отечественной войны 1-й степени (11.03.1985), Трудового Красного Знамени (29.08.1969), «Знак Почёта» (28.04.1963), медалями. 
В 1972 г. за заслуги в области судостроения присуждена Государственная премия СССР.